# Аракс (футбольный клуб, Арарат)
«Ара́кс» (арм. Ֆուտբոլային Ակումբ „Արաքս“ Արարատ) — армянский футбольный клуб из города Арарат. Основан в 2001 году. Данный клуб по своей сути являлся продолжением истории первой команды «Аракс», которая, сменив спонсора, была переименована и переведена в столицу, где вскоре слилась в единый клуб с «Бананцем» (Ереван).

## История
Команда была образована в 2001 году в Арарате и начала свой первый сезон в 2002 году в Первой лиге, когда до золотых медалей ей не хватило двух очков. Победитель Первой лиги ФК «Армавир» снялся до начала следующего чемпионата из-за финансовых проблем, и вакантное место досталось «Араксу».
Сезон в элите у клуба не получился — в 28 матчах он набрал всего 9 очков, заняв последнее место. Последовало возвращение в Первую лигу, где команда заняла 6-е место. А в 2005 году она после 7-го тура снялась с розыгрыша, а результаты её игр были аннулированы.
В 2025 году команда выиграла любительскую лигу Армении. Получив лицензию, команда впервые с 2004 года получила право сыграть в Первой лиге Армении по футболу.

## Достижения

### Национальные чемпионаты
Серебряный призёр Первой лиги (1)2002

### Достижения игроков
- Лучшие бомбардиры сезона:
  - 2004 — Карен Асатрян (28) (Первая лига)

## Главные тренеры клуба
- Ашот Абрамян (— июнь 2003)
- Гарник Асатрян (июнь 2003 —)